# Sericornis magnirostra
Sericornis magnirostra е вид птица от семейство Acanthizidae.

## Разпространение
Видът е разпространен в Австралия.